# لودویگ هافمایستر
لودویگ هافمایستر (انگلیسی: Ludwig Hofmeister؛ ۵ دسامبر ۱۸۸۷ – ۳ اکتبر ۱۹۵۹) بازیکن فوتبال اهل آلمان بود.
از باشگاه‌هایی که در آن بازی کرده‌است می‌توان به باشگاه فوتبال بایرن مونیخ اشاره کرد.
وی همچنین در تیم ملی فوتبال آلمان بازی کرده‌است.